# Борово Поље
Борово Поље је насељено мјесто у општини Модрича, Република Српска, БиХ. Насеље има 174 становника.
Насеље је настало промјеном границе општина Пелагићево и Модрича и цијепањем катастарских општина Доње Леденице на катастарске општине Доње Леденице и Борово Поље, које уједно представљају границу општина Пелагићево и Модрича (Службени гласник Републике Српске 14/2013). До 2013. године насеље је било у саставу насеља Доње Леденице у општини Пелагићево.

## Становништво
| Демографија | Демографија | Демографија |
| Година      | Становника  | Становника  |
| ----------- | ----------- | ----------- |
| 2013.       | 174         |             |